# Шахзаде (градина)
Шахзаде (на персийски: باغ شازده ماهان, Bagh-e Shahzadeh) е историческа персийска градина, разположена в близост до Махан в провинция Керман.
Считана е за най-голямата и най-красивата градина в Иран. Включена е в Списъка на световното културно и природно наследство на ЮНЕСКО.
Градината е с правоъгълна форма и стена около нея в средата на пустинята. Състои се от входна постройка и порта в долния край и двуетажна жилищна сграда в горния. Разстоянието между двата края е украсено с красиви водни фонтани. Шахзаде е пример за персийска градина, която се възползва от привилегията на подходящ природен климат.
При влизането в градината, това което прави най-силно впечатление е потокът на водата, заради който дърветата и растенията са толкова зелени и буйни. В Шахзаде водата идва от канат и река Тигран, която извира от заснежените планини на Джупар. Водата тръгва от най-високата част на градината и преминава през напоителната система, за да полее растенията и дърветата в нея. Стръмният наклон, който е един от основите на градината, позволява на водата да тече от върха ѝ до самия ѝ край.
Канатът е умно изграден и е активен само на база разликата във височината на градината – нейният наклон. Фонтаните в градината Шахзаде се смятат за едни от най-красивите в иранските градини.
Градината е построена първоначално за Мохамад Хасан хан Каджар Сардари Иривани през 1850 г. и е разширена през 1870 г. от Абдул Хамид Мирза Насеродолеханд през единадесетте години на управлението му в Каджарската династия.
Строителството остава незавършено, поради смъртта на Абдул Хамид Мирза в началото на 90-те.